# Copa São Paulo de Futebol Júnior de 1979
A Copa São Paulo de Futebol Júnior de 1979, foi a 11ª edição da "copinha". Aconteceu entre 7 e 20 de janeiro. Nessa edição, o Marília, time do interior paulista, acabou surpreendendo a muitos e conquistou o título da Copa São Paulo, pela primeira vez, vencendo o Fluminense na final, por 2 a 1.
Neste ano, pela 1ª vez, o Estádio do Canindé, recebeu uma final de Copa São Paulo.

## Regulamento
A Competição será disputada em 4 fases: primeira fase, quartas-de-final, semifinal e final. Participaram da primeira fase um total de 16 clubes, divididos em 4 grupos, portanto de 1 a 4.
Na  primeira fase os clubes jogaram entre si, dentro do grupo em turno único, classificando-se para as quartas-de-final, os dois melhores clubes que obtiveram o maior número de pontos ganhos nos respectivos grupos.
Ao término da primeira fase, em eventual igualdade de pontos ganhos entre dois ou mais clubes, aplicou-se, sucessivamente, os seguintes critérios:
- Confronto direto (somente no empate entre dois clubes)
- Maior saldo de gols
- Maior número de vitórias
- Maior número de gols marcados
- Sorteio

## Equipes participantes
Estas são as 16 equipes que participaram desta edição:
| Estado            | Equipe           |
| ----------------- | ---------------- |
| Distrito Federal  | Brasília FC      |
| Minas Gerais      | C Atlético-MG    |
| Minas Gerais      | Cruzeiro EC      |
| Paraná            | Londrina EC      |
| Rio de Janeiro    | Fluminense FC    |
| Rio de Janeiro    | CR Vasco da Gama |
| Rio Grande do Sul | Grêmio FPA       |
| Rio Grande do Sul | SC Internacional |
| São Paulo         | SC Corinthians P |
| São Paulo         | CA Juventus      |
| São Paulo         | Marília FC       |
| São Paulo         | Nacional AC      |
| São Paulo         | SE Palmeiras     |
| São Paulo         | A Portuguesa D   |
| São Paulo         | Santos FC        |
| São Paulo         | São Paulo FC     |

## Primeira fase

### Grupo 1
| Time          | Pts | J | V | E | D | GP | GS | SG |
| ------------- | --- | - | - | - | - | -- | -- | -- |
| Portuguesa    | 5   | 3 | 2 | 1 | 0 | 3  | 0  | +3 |
| São Paulo     | 4   | 3 | 2 | 0 | 1 | 3  | 1  | +2 |
| Vasco da Gama | 3   | 3 | 1 | 1 | 1 | 2  | 2  | 0  |
| Internacional | 0   | 3 | 0 | 0 | 3 | 0  | 5  | -5 |

| 7 de janeiro | São Paulo | 2 – 0 | Vasco da Gama |  |
|              |           |       |               |  |

| 7 de janeiro | Portuguesa | 2 – 0 | Internacional |  |
|              |            |       |               |  |

| 10 de janeiro | Portuguesa | 0 – 0 | Vasco da Gama |  |
|               |            |       |               |  |

| 10 de janeiro | São Paulo | 1 – 0 | Internacional |  |
|               |           |       |               |  |

| 13 de janeiro | Vasco da Gama | 2 – 0 | Internacional |  |
|               |               |       |               |  |

| 13 de janeiro | São Paulo | 0 – 1 | Portuguesa |  |
|               |           |       |            |  |

### Grupo 2
| Time      | Pts | J | V | E | D | GP | GS | SG |
| --------- | --- | - | - | - | - | -- | -- | -- |
| Juventus  | 4   | 3 | 2 | 0 | 1 | 4  | 2  | +2 |
| Cruzeiro  | 3   | 3 | 1 | 1 | 1 | 5  | 4  | +1 |
| Palmeiras | 3   | 3 | 1 | 1 | 1 | 4  | 5  | -1 |
| Londrina  | 2   | 3 | 0 | 2 | 1 | 1  | 3  | -2 |

| 7 de janeiro | Juventus | 1 – 0 | Cruzeiro |  |
|              |          |       |          |  |

| 7 de janeiro | Palmeiras | 0 – 0 | Londrina |  |
|              |           |       |          |  |

| 10 de janeiro | Cruzeiro | 1 – 1 | Londrina |  |
|               |          |       |          |  |

| 10 de janeiro | Palmeiras | 2 – 1 | Juventus |  |
|               |           |       |          |  |

| 13 de janeiro | Juventus | 2 – 0 | Londrina |  |
|               |          |       |          |  |

| 13 de janeiro | Palmeiras | 2 – 4 | Cruzeiro |  |
|               |           |       |          |  |

### Grupo 3
| Time             | Pts | J | V | E | D | GP | GS | SG |
| ---------------- | --- | - | - | - | - | -- | -- | -- |
| Marília          | 5   | 3 | 2 | 1 | 0 | 4  | 2  | +2 |
| Corinthians      | 4   | 3 | 2 | 0 | 1 | 2  | 1  | +1 |
| Brasilia         | 2   | 3 | 1 | 0 | 2 | 4  | 4  | 0  |
| Atlético Mineiro | 1   | 3 | 0 | 1 | 2 | 2  | 5  | -3 |

| 7 de janeiro | Corinthians            | 1 – 0 | Brasilia | Estádio do Canindé, São Paulo    |
|              | Luis Carlos 53' (g.c.) |       |          | Árbitro: Jair Buchara Justiniano |

| 7 de janeiro | Marília | 1 – 1 | Atlético Mineiro |  |
|              |         |       |                  |  |

| 10 de janeiro | Atlético Mineiro    | 1 – 3 | Brasilia            | Campo da Policia Militar, São Paulo  |
|               | Coutinho 53' (g.c.) |       | Edmar 52', 58', 70' | Árbitro: Antônio Carlos Santos Loupo |

- Atlético Mineiro: Camilose; Niltinho, Luís Carlos, Rogério e Helder; Joãozinho, Tatau e Túlio; Vanderlei (Tita), Francisco e Moura (Rubão).
- Brasília: Déo; Coutinho, Luís Carlos, Warlan e Gilberto; Paulinho, Maurinho e Wander; Jair Assis (Sidnei), Edmar e Vilmar.

| 10 de janeiro | Corinthians | 0 – 1 | Marília |  |
|               |             |       |         |  |

| 13 de janeiro | Marília          | 2 – 1 | Brasilia     | Tatuapé, São Paulo           |
|               | Roberto 58', 60' |       | Maurinho 82' | Árbitro: José Maria Oliveira |

| 13 de janeiro | Corinthians | 1 – 0 | Atlético Mineiro |  |
|               |             |       |                  |  |

### Grupo 4
| Time        | Pts | J | V | E | D | GP | GS | SG |
| ----------- | --- | - | - | - | - | -- | -- | -- |
| Fluminense  | 5   | 3 | 2 | 1 | 0 | 3  | 1  | +2 |
| Santos      | 3   | 3 | 1 | 1 | 1 | 5  | 4  | +1 |
| Grêmio      | 3   | 3 | 0 | 3 | 0 | 3  | 3  | 0  |
| Nacional-SP | 1   | 3 | 0 | 1 | 2 | 1  | 4  | -3 |

| 7 de janeiro | Santos | 0 – 1 | Fluminense |  |
|              |        |       |            |  |

| 7 de janeiro | Nacional-SP | 0 – 0 | Grêmio |  |
|              |             |       |        |  |

| 10 de janeiro | Fluminense | 1 – 1 | Grêmio |  |
|               |            |       |        |  |

| 10 de janeiro | Santos | 3 – 1 | Nacional-SP |  |
|               |        |       |             |  |

| 13 de janeiro | Nacional-SP | 0 – 1 | Fluminense |  |
|               |             |       |            |  |

| 13 de janeiro | Santos | 2 – 2 | Grêmio |  |
|               |        |       |        |  |

## Fase final

### Tabela
|  | Quartas-de-final | Quartas-de-final | Quartas-de-final |            |                   | Semifinais       | Semifinais | Semifinais |  |  | Final | Final   | Final |
|  |                  |                  |                  |            |                   |                  |            |            |  |  |       |         |       |
|  | 1° G3            | Marília          | 1                |            |                   |                  |            |            |  |  |       |         |       |
|  | 2° G2            | Cruzeiro         | 0                |            |                   |                  |            |            |  |  |       |         |       |
|  | 2° G2            | Cruzeiro         | 0                |            | 1° G3             | Marília (pen)    | 1 (4)      |            |  |  |       |         |       |
|  |                  |                  |                  |            | 1° G3             | Marília (pen)    | 1 (4)      |            |  |  |       |         |       |
|  |                  | 1° G2            | Juventus-SP      | 1 (3)      |                   |                  |            |            |  |  |       |         |       |
|  | 1° G2            | 1° G2            | Juventus-SP      | 1 (3)      | Juventus-SP (pen) | 0 (7)            |            |            |  |  |       |         |       |
|  | 1° G2            |                  |                  |            | Juventus-SP (pen) | 0 (7)            |            |            |  |  |       |         |       |
|  | 2° G3            | Corinthians      | 0 (6)            |            |                   |                  |            |            |  |  |       |         |       |
|  |                  |                  |                  |            |                   |                  |            |            |  |  | 1° G3 | Marília | 2     |
|  |                  |                  | 1° G4            | Fluminense | 1                 |                  |            |            |  |  |       |         |       |
|  | 1° G4            | Fluminense       | 2                |            |                   |                  |            |            |  |  |       |         |       |
|  | 2° G1            | São Paulo        | 1                |            |                   |                  |            |            |  |  |       |         |       |
|  | 2° G1            | São Paulo        | 1                |            | 1° G4             | Fluminense (pen) | 1 (3)      |            |  |  |       |         |       |
|  |                  |                  |                  |            | 1° G4             | Fluminense (pen) | 1 (3)      |            |  |  |       |         |       |
|  |                  | 1° G1            | Portuguesa       | 1 (0)      |                   |                  |            |            |  |  |       |         |       |
|  | 1° G1            | 1° G1            | Portuguesa       | 1 (0)      | Portuguesa        | 3                |            |            |  |  |       |         |       |
|  | 1° G1            |                  |                  |            | Portuguesa        | 3                |            |            |  |  |       |         |       |
|  | 2° G4            | Santos           | 1                |            |                   |                  |            |            |  |  |       |         |       |

### Quartas-de-final
| 16 de Janeiro | Fluminense | 2 – 1 | São Paulo |  |
|               |            |       |           |  |

| 16 de Janeiro | Portuguesa | 3 – 1 | Santos |  |
|               |            |       |        |  |

| 16 de Janeiro | Juventus-SP | 0 – 0 | Corinthians |  |
|               |             |       |             |  |

|  |       | Penalidades |
|  | 7 – 6 |             |

| 16 de Janeiro | Marília | 1 – 0 | Cruzeiro |  |
|               |         |       |          |  |

### Semi-final
| 18 de Janeiro | Fluminense | 1 – 1 | Portuguesa |  |
|               |            |       |            |  |

|  |       | Penalidades |
|  | 3 – 0 |             |

| 18 de Janeiro | Marília | 1 – 1 | Juventus-SP |  |
|               |         |       |             |  |

|  |       | Penalidades |
|  | 4 – 3 |             |

### Final[1]
| 20 de Janeiro | Marília                   | 2 – 1 | Fluminense | Estádio do Canindé, São Paulo     |
|               | Luís Silvio 5' · Jair 53' |       | Cléber 40' | Árbitro: Edvaldo Pereira da Silva |

- Marília: Luiz Andrade; Fernando, Júlio, Marquinhos e Deleu; Toninho Vieira, Amadeu e Carlos Alberto Borges (Sergio); Luís Silvio, Roberto e Jair. Técnico: Walter Zaparolli.
- Fluminense: Luís; Edevaldo, Willer, Jorge Luís e Zezinho; Cléber, Joel (Edson) e Marcus; Mário Jorge, Almir (César) e Luisinho. Técnico: José Faria

## Premiação
| Copa São Paulo de Futebol Júnior de 1979 |
| São Paulo                                |
| ---------------------------------------- |
| MARÍLIA Campeão (1º título)              |